# Åttesta naturreservat
Åttesta naturreservat är ett naturreservat i Sigtuna och  Vallentuna kommuner i Stockholms län.
Området är naturskyddat sedan 2012 och är 47 hektar stort. Reservatet består av barrskog med inslag av lövträd, hällmarkstallskog och granskog.